# Crise econômica argentina (1998-2002)

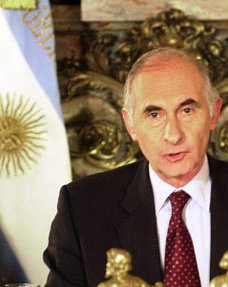
Fernando de la Rúa

A crise econômica argentina foi uma crise financeira que afetou a economia argentina durante a década de 1990 e início da década de 2000. Macroeconomicamente falando, o período crítico começou com a queda do PIB real em 1999 e terminou em 2002 com o retorno do crescimento do PIB, mas as origens do colapso da economia argentina e seus efeitos sobre a população, podem ser encontradas em ações anteriores.

## Governo de Fernando de la Rúa (1999-2001)
Diante das crescentes críticas ao governo de Carlos Menem acerca da corrupção e da incapacidade de combater o desemprego, ocorreu o surgimento de uma força política estabelecida a partir de um acordo entre a União Cívica Radical e o FREPASO, uma confederação formada pelos partidos Frente Grande, Socialista Popular, Socialista Democrático, e Democrata Cristão. Em 1997 constitui-se a "Aliança para o Trabalho, a Justiça e a Educação", mais conhecida como "Alianza".
De suas frentes saiu a chapa Fernando de la Rúa - Carlos Chacho Álvarez, vencedora da eleição presidencial na Argentina em 1999 com 48,5% dos votos e 10,5% à frente do candidato justicialista Eduardo Duhalde.
A campanha havia se baseado no combate ao desemprego, a purificação da corrompida estrutura política argentina e a garantia da manutenção da Lei de Conversibilidade do primeiro mandato de Carlos Menem. Em 10 de dezembro De la Rúa assumiu o poder com grande apoio popular, em clima de esperança, inclusive os que não haviam votado na chapa vencedora.
Desde o discurso de posse Fernando de la Rúa começou a enterrar sua base política, anunciando a necessidade de uma série de aumento de impostos e ajuste da estrutura estatal de considerável magnitude. Apesar disso, a confiança no governo não foi abalada. O gabinete de ministros, ao fim do governo extremamente instável, esteve composto por José Luis Machinea na Economia, Ricardo López Murphy na Defesa, Adalberto Rodríguez Giavarini nas Relações Exteriores: um gabinete formado por radicais, integrantes da FREPASO e uma grande quantidade de economistas.
A situação econômica e social era muito delicada: desemprego que superava os 15% e que subia implacavelmente, insegurança nas ruas, desconfiança de parte do mercado financeiro internacional e uma gigantesca dívida externa eram alguns dos principais temas urgentes na agenda do governo.
O Ministério da Economia havia traçado certas medidas financeiras com a finalidade de barrar o déficit fiscal, buscando principalmente novos empréstimos do Fundo Monetário Internacional (FMI).

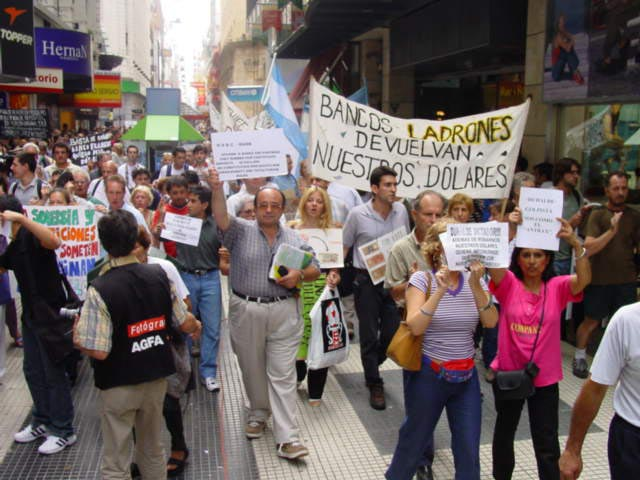
O Panelaço

Em meados de dezembro iniciam-se alguns protestos de classes populares em algumas cidades das províncias, levados adiante pelos denominados "piqueteros". Alguns analistas políticos atribuem estas revoltas a um plano desestabilizador orquestrado por alguns líderes contrários ao governo de De la Rúa. Como nos governos anteriores de Menem e Alfonsín, vários comércios em zonas empobrecidas do interior do país sofrem saques por parte de setores da população desempregados e indigentes.
A partir de 19 de dezembro de 2001 iniciam-se as manifestações populares conhecidas como panelaço a favor do impeachment, que terminaram com a renúncia do presidente De la Rúa. Durante o dia, em diferentes pontos do país, com epicentro em Buenos Aires, graves distúrbios e revoltas sociais ocorrem. Há conflitos com a polícia, sendo os mais violentos os que ocorrem nas imediações da Casa Rosada, na capital: ao menos 5 pessoas morreram no embate com a polícia. Diante dessa situação, o presidente decide decretar estado de sítio, que suspende as garantias constitucionais dos cidadãos. O anúncio é realizado em cadeia nacional pelo próprio presidente. Espontaneamente milhares de argentinos vão às ruas batendo panelas, decepcionados com as recentes medidas civis e econômicas. Pacificamente, a população manifestou seu descontentamento durante toda a noite, enquanto a polícia tentava os manter distante da Casa Rosada utilizando-se de gás lacrimogêneo - na mesma noite renuncia Domingo Cavallo.
No dia 20 de dezembro novos conflitos ocorrem entre a polícia e os manifestantes, reunidos na Plaza de Mayo, em frente à Casa de Governo, e em outros pontos do país. Mais pessoas morrem durante esse choque - calcula-se que 30 pessoas tenham morrido em diversos conflitos.
Às 4 da tarde o presidente pronunciou um discurso pela televisão convocando a "unidade nacional" e oferecendo ao Partido Justicialista co-governar o país. Diante da negativa judicialista, Fernando de la Rúa renunciou.
Em sua carta de renúncia manuscrita, enviada ao Senado, diz:
| “ | "Dirijo-me aos senhores para apresentar minha renúncia como presidente da Nação. Minha mensagem de hoje para assegurar a governabilidade e formar um governo de união nacional foi rejeitada pelos líderes parlamentares. Acredito que minha decisão contribuirá para a continuidade institucional da República. Peço a este Congresso que aceite minha decisão. O saúdo com minha mais alta consideração e estima e peço a Deus pela ventura de minha pátria". | ” |

(Fernando de la Rúa)
O "corralito" foi imposto pelo governo de Fernando de la Rúa em dezembro de 2001 para evitar a retirada de depósitos em contas correntes e poupanças. Para tanto, congelaram-se os depósitos dos poupadores e estabeleceram-se limites semanais para a retirada de fundos. A justificativa secundária almejada por Domingo Cavallo, ao cargo do Ministério da Economia Argentina, foi conseguir um maior uso dos meios de pagamento eletrônico, evitando assim a evasão impositiva e provocando a "bancarização" da população, sendo este um benefício para os bancos. A medida causou grande convulsão na Argentina, ante o caráter impopular da referida medida, culminou com o pedido de impeachment e a derrubada do governo de centro-esquerda de Fernando de la Rúa.